# UFC 296
O UFC 296: Edwards vs. Covington foi um evento de artes marciais mistas organizado pelo Ultimate Fighting Championship, que ocorreu em 17 de dezembro de 2023, na T-Mobile Arena em Paradise, Nevada. Este local está situado na Área Metropolitana de Las Vegas, nos Estados Unidos.

## História
Um confronto no Campeonato UFC Welterweight entre o detentor atual do título, Leon Edwards, e o ex-campeão interino Colby Covington está previsto para ser a atração principal do evento. Belal Muhammad está designado como suplente potencial e oferecerá apoio para essa disputa.
Um embate no Campeonato UFC em Peso Mosca entre o atual campeão, Alexandre Pantoja, e o ex-Campeão da LFA em peso mosca, Brandon Royval, está programado para ocorrer no evento. Os dois atletas se enfrentaram anteriormente no UFC na ESPN: Cannonier vs. Gastelum, em agosto de 2021, com Pantoja conquistando a vitória por submissão na segunda rodada. O ex-campeão Brandon Moreno está designado como suplente, oferecendo apoio potencial para essa luta.
Esperava-se que uma luta em peso de penas entre o ex-interino desafiador do Campeonato de penas da UFC, Josh Emmett, e Giga Chikadze, acontecesse neste evento. No entanto, Chikadze se retirou devido a uma virilha rasgada e foi substituído por Bryce Mitchell.
Uma luta meio-média entre Ian Machado Garry e Vicente Luque esperava-se que acontecesse no evento. No entanto, a luta foi descartada depois que Garry se retirou devido à contratação pneumonia a semana do evento.
Uma luta de peso meio-médio entre Randy Brown e Muslim Salikhov era esperada para acontecer no evento, mas foi cancelada depois que Brown desistiu devido a doença.

### Briga de Du Plessis-Strickland
O campeão dos pesos-médios do UFC, Sean Strickland  e o desafiante Dricus du Plessis estavam presentes no evento, sentados a duas fileiras de distância um do outro, conforme arranjo de Dana White. Enquanto trocavam palavras, Strickland fez um gesto para que os membros da plateia se movessem e atacou du Plessis. A briga foi rapidamente interrompida e Strickland foi escoltado para fora do evento. Apesar do altercação, du Plessis não registrou nenhuma acusação.

## Card de Lutas
1. ↑  Pelo Cinturão Peso Meio-Médio do UFC
2. ↑  Pelo Cinturão Peso Mosca do UFC

## Prêmios de bônus
Os lutadores seguintes receberam 50 mil doláres de bônus.
- Luta da Noite:  Irene Aldana vs. Karol Rosa
- Performance da Noite:  Josh Emmett,  Ariane Lipski, e  Shamil Gaziev